# Ginny Weasley
Ginerva Molly Weasley là một nhân vật hư cấu trong bộ tiểu thuyết Harry Potter của J. K. Rowling.

## Thông tin chung

### Gia đình
Là con gái duy nhất của nhà Weasley.
Ginny có một con Bông Thoa Lùn tên là Arnold mua từ các anh trai Fred và George Weasley.

#### Đũa phép
Cây đũa phép của cô được ông Ollivander làm từ gỗ thủy tùng.

## Vai trò trong bộ truyện

### Harry Potter và hòn đá phù thủy
Ginny là cô bé gốc phù thủy đầu tiên mà Harry gặp, cô chỉ xuất hiện hai lần trong phần một. Lần thứ nhất tại sân ga Ngã Tư Vua, lúc đó Harry và anh trai cô là Ronald Weasley đang chuẩn bị lên tàu tốc hành đến Hogwarts. Cô đã xin mẹ cho mình đi học cùng anh nhưng bà mẹ không cho, bảo là chưa đủ tuổi. Khi tàu bắt đầu chạy, Harry thấy cô đuổi theo, mỉm cười và khóc khi tàu ra khỏi ga. Một sự xuất hiện nhỏ khi cuối năm học, Harry trở về từ Hogwarts, cô tỏ ra rất thích thú khi thoáng bắt gặp ánh mắt nhìn của cậu.

### Harry Potter và phòng chứa bí mật
Sau khi nhìn thấy Harry, cô nói chuyện về cậu suốt mùa hè. Sau khi Harry được cứu thoát khỏi nhà Dursley, trong bữa sáng tại trại Hang Sóc, cô đi xuống nhìn thấy cậu tại bàn ăn. Ginny nhìn chằm chằm Harry rồi chạy trở lại phòng. Bắt đầu năm học thứ nhất của mình tại Trường Phù thủy và Pháp sư Hogwarts, Ginny đi trên chiếc xe lửa màu đỏ tới Hogwarts. Cô được xếp vào nhà Gryffindor giống như gia đình mình. Vừa vào nhà cô được mọi người chào đón nhiệt tình, nhưng trái lại vẫn có nhiều người ghét Ginny và gọi cô là "Con nhỏ da ếch" chỉ vì trên mặt có quá nhiều mụn. Vô tình sở hữu một cuốn nhật ký kỳ lạ mang tên Tom Marvolo Riddle, cô đã trút vào đấy những suy nghĩ và cảm xúc của mình (kể cả tình cảm với Harry) mà không biết rằng nó có chứa ký ức của Voldemort. Cô đã bị Voldemort lợi dụng để tấn công những học sinh gốc Muggle trong trường. Sau khi Ginny kể cho Tom (ký ức trong cuốn sách) nghe câu chuyện về sự sống sót của Harry và sự biến mất của Voldemort, Tom Riddle đổi kế hoạch, giúp cô mở phòng chứa bí mật với mục đích giết cô và chiếm lấy cuộc sống của cô. Xa hơn nữa, Tom biết tính cách anh hùng của Harry nên sẽ dụ cậu vào theo rồi giết cả hai. Nhưng Harry với sự giúp đỡ của con chim phượng hoàng Fawkes cùng chiếc nón phân loại, cậu đã tiêu diệt được con Tử xà, phá hủy cuốn nhật ký ma quái ấy và cứu sống cô. Cô đã lo mình bị đuổi học nhưng giáo sư Dumbledore đã không làm như thế.

### Harry Potter và tên tù nhân ngục Azkaban
Ginny không xuất hiện nhiều trong tập này. Cô đi du lịch cùng gia đình tới Ai Cập. Cô cũng bị sợ hãi khi các giám ngục xuất hiện trên chuyến tàu tốc hành Hogwarts. Khi Harry ngã từ cây chổi xuống trong trận Quidditch bởi các giám ngục, cô đã tặng cậu một tấm thiệp biết hát.

### Harry Potter và chiếc cốc lửa
Trong buổi dạ vũ tại cuộc thi Tam phép thuật, khi anh trai cô là Ron ngỏ lời mời Fleur Delacour (một trong những quán quân trong Cuộc thi đấu Tam pháp thuật, đại diện trường Beauxbatons) và bị cười cợt, chính cô đã dỗ dành cậu. Neville Longbottom mời cô làm bạn nhảy, nhưng chưa bao giờ Ginny thật sự là bạn gái của Neville. Cô nhận lời chỉ vì cô mến anh ta và nếu không thì cô sẽ không được đi dự Dạ vũ Giáng sinh (học sinh dưới năm thứ tư không được đi dự trừ khi được học sinh lớn hơn mời).

### Harry Potter và Hội Phượng Hoàng
Một tuần sau khi nghỉ hè, cô cùng gia đình đến Số 12 Quảng trường Grimmuald để tiện cho ba má cô làm nhiệm vụ cho Hội Phượng Hoàng. Ở Tổng hành dinh của Hội, Ginny và Hermione Granger đã gặp và làm bạn với cô Nymphadora Tonks (một Người Biến hình, Thần Sáng và là thành viên của Hội). Ngoài các thành viên của Hội Phượng hoàng, cô là một trong số ít những người biết rằng Sirius Black vô tội. Ở trường Hogwarts, dưới những Đạo luật Giáo dục mới và sự cai trị của mụ Dolores Umbridge, cô đã gia nhập nhóm do Harry lập ra để học Phòng chống Nghệ thuật Hắc ám. Chính cô cũng là người nghĩ ra tên cho nhóm là Đoàn Quân Dumbledore, viết tắt là Đ.Q.D. (trong bản tiếng Anh là Dumbledore's Army, viết tắt là D.A.). Cô đã hẹn hò với Michael Corner, người cô quen ở Dạ vũ Giáng Sinh mà anh trai Ron không ưa chút nào. Ginny cũng chơi ở vị trí Tầm thủ khi Harry bị cấm thi đấu. Khi Harry Potter mơ thấy chú Sirius bị Voldemort bắt, cô đã cùng Hermione, Ron, Neville và Luna theo Harry đến Bộ Pháp thuật mặc dù ban đầu bị phản đối dữ dội. Tại đó, cô bị vỡ mắt cá chân nhưng ngoài ra không có gì. Cô bé chia tay với Michael vì cậu ta giận quá dai về việc Nhà Gryffindor thắng nhà Ravenclaw.

### Harry Potter và Hoàng tử lai
Cô mua con Bông Thoa Lùn Arnold ở cửa hàng của hai người anh em sinh đôi Fred và George. Cô đã có cuộc tranh cãi với anh trai của mình-Ron Weasley vì cô hôn anh chàng cùng ký túc xá Dean Thomas ở nơi công cộng. Sau đó, cô gọi Ron là "đồ đạo đức giả thối tha" vì chính cậu cũng hôn Lavender Brown ở mọi nơi, mọi lúc.Trong năm học này, Ginny trở thành Truy thủ của Đội Quidditch Gryffindor. Cô chia tay Dean ít lâu sau chỉ vì cậu ta cố giúp cô đi qua cánh cửa phòng sinh hoạt chung trong khi cô nói là mình có thể tự vào, mà thật ra là Harry vô tình đụng cô lúc trèo qua cánh cửa khi đang mặc Áo khoác Tàng hình. Cô cũng chơi ở vị trí Tầm thủ thay cho Harry lúc cậu bị thầy Snape cấm túc đúng vào ngày thi đấu do tấn công Malfoy bằng câu thần chú Cắt sâu mãi mãi. Harry bị Hermione khiển trách vì việc đó nhưng Ginny lại đứng ra bênh vực cậu, dù ngay cả Harry cũng thấy cậu không xứng đáng được vậy. Ginny đã giúp nhà Gryffinhdor giành cúp Vô địch.Sau khi quay lại phòng sinh hoạt chung, lúc đấy giữa đám đông, Harry đã hôn Ginny và hai người cũng chính thức hẹn hò với nhau từ hôm đó.

### Harry Potter và bảo bối tử thần
Trong trận chiến Hogwarts, cô đã rất muốn tham gia, nhưng bị ngăn cản. Trong trận đấu cuối cùng, cô cùng gia đình cô có một trận đấu sinh tử với Bellatrix Lestrange, cô suýt nữa bị giết bởi Bellatrix Lestrange nhưng mẹ cô đã kịp thời cứu cô và giết chết Bellatrix Lestrange. Sau lần đó Harry Potter và cô đã yêu nhau. 19 năm sau, tại sân ga 9 3/4 gia đình của Ronald Weasley- Hermione Jean Granger và Harry  James Potter - Ginny Weasley gặp nhau để đưa Albus Severus Potter(con của Harry và Ginny) và Rose(con của Ron và Hermione) lên tàu để đi học ở trường Hogwarts.